# Germantown (New York)
Germantown è una città dello Stato americano di New York, nella contea di Columbia.